# Polystachya rosea
Polystachya rosea är en orkidéart som beskrevs av Henry Nicholas Ridley. Polystachya rosea ingår i släktet Polystachya och familjen orkidéer. Inga underarter finns listade i Catalogue of Life.